# 调色

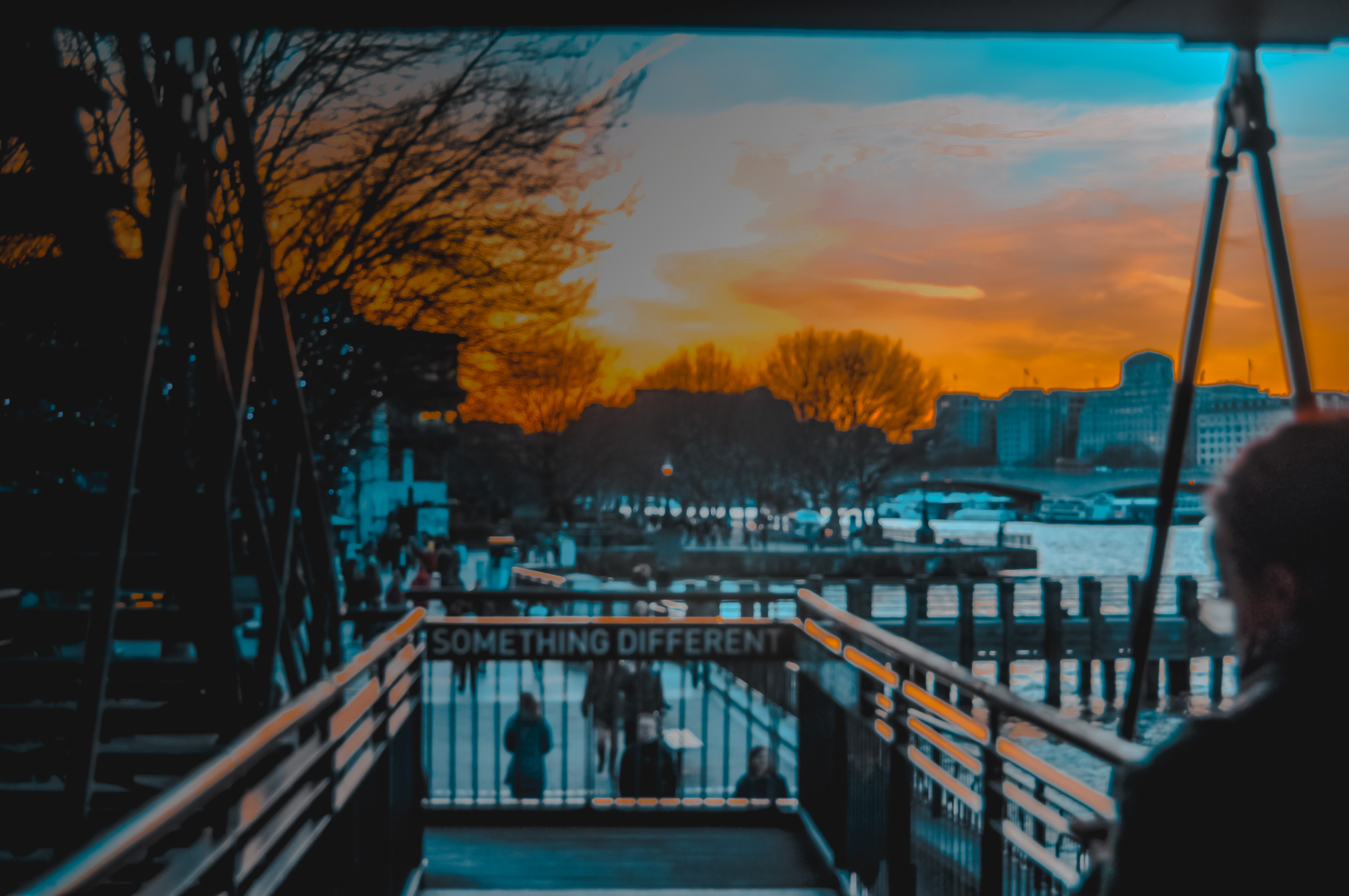
一张照片通过调色分为橙色和青色，它们是好莱坞电影中常用的互补色

调色（英語：color grading），是一种后期制作过程，常见于电影制作和视频编辑，用于改变图像的外观来适应在不同环境和不同设备上进行展示。无论是用于电影、视频还是静止的图像的各种属性，都可以增强如对比度、颜色、饱和度、细节、黑色水平和白平衡。调色和颜色校正通常为同义词，可以通过创造性地混合和合成源图像的不同层蒙版来生成艺术性的颜色效果。当前调色通常是利用数字化的技术完成的，可以在一个受控的环境中比如色彩套房（color suite）中完成，也可以在一个昏暗、黑暗的环境中完成。
早期的光化学胶片工艺（称为计时调色，英文color timing）是在电影胶片印刷过程中在胶片实验室通过改变用于曝光重新拍摄的图像的光的强度和颜色来进行的。由于用户无法立即查看其更改的结果，因此通常使用Hazeltine颜色分析仪来实时查看。 2000年代，随着数字技术的进步，好莱坞电影中的调色变得更加普遍。

## 计时调色
计时调色用于复制胶片元素。 "调色" 最初是电影胶片生产中的一个实验室术语，用于描述在制作电影最终版和复制电影胶片给影院时改变电影颜色外观的过程。到2010年代末，这种胶片调色技术被称为计时调色，因为涉及在胶片冲洗过程中通过不同滤镜改变曝光持续时间。计时调色是以打印点为单位，这些点在实验室接触式打印机中代表了预设，其中7到12个打印点代表一档光。每档光的点数根据底片或印刷胶片以及不同的电影实验室预设而不同。
在电影制作中，创意团队会与“实验室计时员”一起工作，该计时员会观看正在播放的电影并根据团队的指示做笔记。会议后，计时员会回到实验室，将电影底片放在一个设备上（Hazeltine），该设备配有带有受控背光的预览滤光片，以为每个场景选择每个打印点的确切设置。这些设置然后被打孔到纸带上，并送入高速打印机，底片通过背光曝光到印刷胶片上。滤光片的设置会实时更改，以匹配纸带上的打印点对应的打印机灯。对于复杂的工作，如视觉效果镜头，有时会制作经过各种滤光片组合的“楔形”，以帮助选择正确的调色。
在复制胶片时都会用到这个过程。

## 胶转磁
随着电视的出现，广播公司很快意识到了电视直播的局限性，他们转而从胶转磁录制技术中直接进行电视播送。（那是在1956年之前，当时Ampex推出了第一台四重录像机 (VTR) VRX-1000。）直播电视节目也可以通过在视频监视器上拍摄的方式录制到胶片上，并在不同的时区在不同的时间播放。这一系统的核心是电视录影，是一种将电视广播录制到电影上的设备。
早期的胶转磁硬件是用于播放电影的“电影链”，使用了连接到视频摄像机的电影放映机。正如Jay Holben在《美国电影摄影师》杂志中所说的：“胶转磁具备队视频信号进行颜色校正的能力之后才真正成为一种可行的后期制作工具。”

### 胶转磁着色的工作原理
在阴极射线管(CRT) 系统中，电子束投射到涂有荧光粉的外壳上，产生单个像素大小的光斑。然后，该光束从左到右扫描胶片帧，捕获“垂直”帧信息。当胶片移过CRT光束时，画面的水平扫描就完成了。一旦光子束穿过胶片框架，它就会遇到一系列二向色镜，将图像分成红色、绿色和蓝色。之后每个单独的光束被反射到光电倍增管(PMT) 上，其中光子被转换成电子信号并记录到磁带上。
在电荷耦合器件(CCD)胶转磁设备中，白光穿过曝光的胶片图像照射到棱镜上，棱镜将图像分成红、绿和蓝三种基色。然后，每束彩色光被投射到不同的 CCD 上，每种颜色都有一个。 CCD 将光转换为电子信号，胶转磁电子设备将这些信号调制为视频信号，然后可以对视频信号进行调色。
Rank Cintel MkIII CRT胶转磁系统的早期色彩校正是通过改变三个光电倍增管中每一个的主增益电压来改变红色、绿色和蓝色的输出来完成的。随着技术的进步可将大部分色彩处理设备从模拟信号转换为数字信号。后来随着下一代胶转磁机Ursa的推出，着色过程在 4:2:2色彩空间中完全数字化。Ursa Gold在完整的4:4:4色彩空间中实现了调色。
最早的色彩校正控制系统是1978年的Rank Cintel TOPSY（胶转磁操作编程系统）1984年，达芬奇系统公司推出了他们的第一个具备计算机控制的界面色彩校正器，可以操纵Rank Cintel MkIII系统上的色彩电压。从那时起，技术的不断进步为数字调色师提供了更先进的工具。如今，有许多公司制作色彩校正控制界面，包括Da Vinci Systems 、 Pandora International 、 Pogle等公司。
时至2018年，一些胶转磁设备仍在使用。

## 色彩校正/增强
色彩校正（数字调色）的一些主要艺术功能包括：
- 准确再现拍摄内容
- 补偿材料的变化（即胶片误差、白平衡、变化的照明条件）
- 对预定的观看环境进行颜色补偿（黑暗、昏暗、明亮的环境）
- 优化基础外观以包含特殊视觉效果
- 建立理想的艺术“外观”
- 增强、改变场景的气氛——相当于电影的音乐伴奏的视觉处理；还可以比较胶片调色

需注意的是，其中部分功能必须优先于其他功能；比如可以进行调色来确保记录的颜色与原始场景的颜色相称；功能的目的可能是建立非常主观外观风格。调色是视频编辑中最耗费人力的部分之一。
传统上，调色是朝着实际目标进行的。例如，在电影《玛丽安娜》中，调色让夜间场景可以在白天拍摄来节省成本。最初，次级调色用于确立颜色的连贯性；然而，今天的趋势越来越向着实现创意目标发展，如提高图像的美学效果，确立风格化的外观，通过颜色设置场景的情绪。鉴于这种趋势，一些调色师建议使用“色彩增强”而不是“色彩校正”这一短语。

### 主要和次要调色
原色调色通过控制整个帧中红色、绿色、蓝色通道的颜色密度曲线来影响整个图像。二次调色可以隔离色调、饱和度和亮度值，仅在该范围内引起色调、饱和度和亮度的变化，从而允许对二次颜色进行调色，同时对色谱的其余部分影响最小或通常没有影响。使用数字调色，可以精确地隔离场景中的对象和颜色范围并进行调整。可以操纵色彩色调，并将视觉处理推向极端，这是实验室处理在物理上不可能实现的。随着这些进步，调色过程变得越来越类似于成熟的数字绘画技术，开创了数字电影摄影的新时代。

### 蒙版、遮罩和动态窗口
数字调色工具的发展已经可以使调色师使用几何形状（例如Adobe Photoshop等照片软件中的遮罩或蒙版）来隔离对图像特定区域的颜色调整。这些工具可以突出显示背景中的墙壁，并仅对该墙壁进行着色，而不影响框架的其余部分，或者对除该墙壁之外的所有内容进行着色。后来的调色工具（通常是基于软件的）具有使用基于样条的形状来更精细地隔离颜色调整的能力。隔离需要调整的区域也要用到颜色键控。
在基于区域的隔离的内部和外部，数字过滤可用于柔化、锐化或模仿传统玻璃摄影滤镜的效果。

### 运动追踪
当尝试隔离移动主体上的颜色调整时，调色师传统上会手动移动遮罩以跟随主体。在其最简单的形式中，运动跟踪软件通过使用算法评估一组像素的运动来自动化这个耗时的过程。这些技术通常源自于特效和合成工作中使用的匹配移动技术。

## 数码中间片
胶转磁设备向胶片扫描的发展使得从电影底片中扫描的数字信息具有足够的分辨率以传输回胶片。 20世纪90年代初，柯达开发了Cineon胶片系统来捕捉、操作和录制回胶片，他们将其称为“数码中间片”。这个术语得以保留。第一个任何形式的全数码中间片是 1993年Cinesite在对《白雪公主和七个小矮人》（之前是 1990 年的《救难小英雄澳洲历险记 》的修复中使用了迪士尼的CAPS系统，扫描艺术作品，进行上色和合成，然后记录到电影上，但这也与传统的实验室开发过程混杂而耗费了一定时间）。
20世纪90年代末，电影《欢乐谷》和《逃獄三王》推动了技术的发展，使數碼中間片的创建变得实际可行，这极大地扩展了数字电影传输调色师在传统取向的电影制作世界中的能力。自2010年以来，几乎所有的主流电影都经历了数字中间产物的过程，而通过光化学处理进行的操作在存档电影上很少见或仅在极少数情况下使用。
《逃獄三王》是第一部完全数字调色的电影。底片使用2K分辨率的Spirit DataCine扫描，然后使用Pandora MegaDef色彩校正器在Virtual DataCine上进行数字微调。整个过程耗时数周，最终的数字母带再次通过柯达激光记录机输出到电影胶片上，以创建一个主要中间负片。
现代电影处理通常使用数码相机和数字投影仪。校准设备最常用于在工作流程中保持一致的外观。

### 基于硬件的系统与基于软件的系统

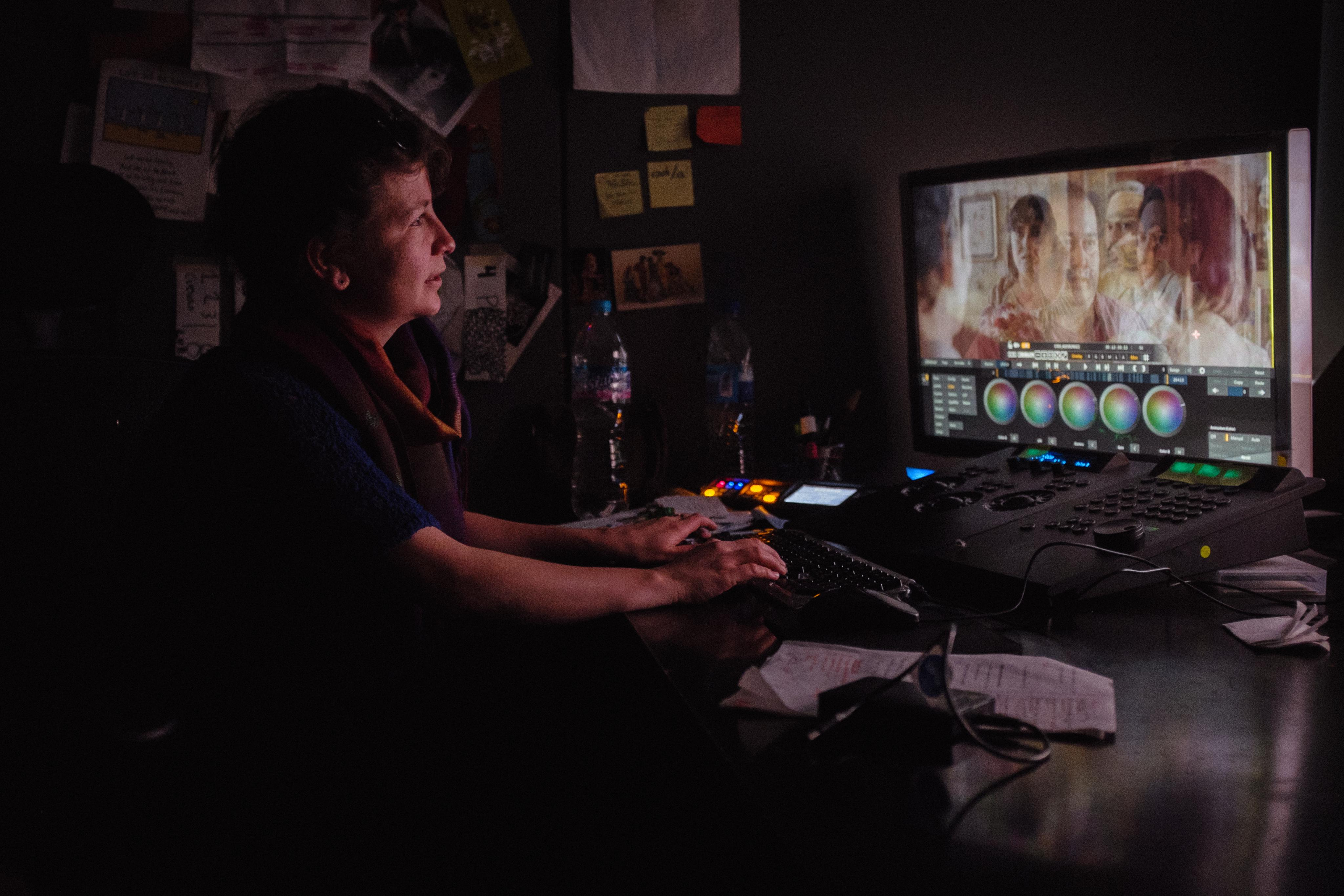
使用Scratch进行调色

在早期应用中，基于硬件的系统（da Vinci 2K、Pandora International MegaDEF等）在性能方面通常优于基于软件的系统，但功能集较小。它们的实时性能被优化到特定的分辨率和位深度，而不像使用标准计算机行业硬件的软件平台那样通常在速度和分辨率独立性之间进行权衡，例如Apple的Color（以前称为 Silicon Color Final Touch）、ASSIMILATE SCRATCH 、Adobe SpeedGrade和SGO Mistika。虽然基于硬件的系统始终提供实时性能，但一些基于软件的系统在调色复杂性增加时可能需要预先渲染。另一方面，基于软件的系统往往具有更多功能，如基于样条的窗口/蒙版和先进的运动跟踪。
当今，硬件和软件之间的界线已经不存在，因为许多基于软件的颜色校正器（例如Pablo 、 Mistika 、 SCRATCH 、 Autodesk Lustre 、 Nucoda Film Master和 FilmLight 的 Baselight）使用多处理器工作站和GPU （图形处理单元）作为硬件加速的方法。此外，一些较新的基于软件的系统使用同一计算机系统上的多个并行 GPU 集群，以提高在电影调色所需的非常高分辨率下的性能，例如Blackmagic Design的DaVinci Resolve 。一些调色软件，如Synthetic Aperture的Color Finesse，仅作为软件运行，甚至可以在低端计算机系统上运行。高速 RAID 阵列是所有系统中的必不可少的部分。

### 硬件
由于软件系统的性价比，硬件系统不再常见。控制面板放置在色彩套件中，供调色师远程操作。
- 其他硬件系统由Pandora Int控制。的 Pogle，通常带有 MegaDEF、Pixi 或 Revolution 调色系统。
- 对于一些用于“线性”编辑的实时系统，调色系统需要编辑控制器。编辑控制器控制胶转磁设备和VTR或其他记录/回放设备以确保帧精确的电影帧编辑。有许多系统可用于编辑控制。一些调色产品，例如 Pandora Int。的 Pogle 有一个内置的编辑控制器。否则，将使用单独的设备，例如达芬奇系统的 TLC 编辑控制器。
- 较旧的系统有：Renaissance、Classic Analog、 Da Vinci Systems的：The Whiz (1982) 和 888；企业传播系统 60XL (1982–1989) 和 Copernicus-Sunburst； Bosch Fernseh的 FRP-60 (1983–1989)； Dubner (1978–1985?)、 Cintel的 TOPSY (1978)、Amigo (1983) 和 ARCAS (1992) 系统。所有这些较旧的系统仅适用于标准清晰度525和625视频信号，如今被认为已接近过时。

## 橙色和青色
2000年代随着数字技术的进步，调色普遍应用在电影制作中，例如《热浴盆时光机》和《钢铁侠2》 ，开始使用橙色和青色的互补色。 